# بالاسالا
بالاسالا (به انگلیسی: Ballasalla) یک روستا در بریتانیا است که در جزیره من واقع شده‌است.